# Tabaré Vázquez
Tabaré Ramón Vázquez Rosas, född 17 januari 1940 i Montevideo, död 6 december 2020 i Montevideo, var Uruguays president 2015–2020. Vázquez arbetade tidigare som cancerläkare och hans bror var medlem i vänstergrillan Tupamaros, medan han själv tillhörde det socialdemokratiska Partido socialista. Vázquez var även Uruguays president mellan 2005 och 2010. Han var den förste presidenten i landet som inte tillhörde något av de två dominerande partierna Partido Colorado eller Partido Blanco. Tabaré Vazquez vann valet som ledare för Frente Amplio (Breda fronten), en vänsterkoalition med socialister, kommunister och gamla Tupamarosmedlemmar.